# Vézillon
Vézillon település Franciaországban, Eure megyében. Lakosainak száma 234 fő (2022. január 1.). Vézillon Bouafles, Les Trois Lacs és Les Andelys községekkel határos.

## Népesség
A település népessége az elmúlt években az alábbi módon változott:
| Lakosok száma | 117  | 138  | 181  | 239  | 260  | 263  | 251  | 232  | 231  | 234  |
|               | 1968 | 1982 | 1990 | 2006 | 2013 | 2015 | 2017 | 2019 | 2020 | 2022 |